# Стельвио
Стельвио (итал. Stelvio) — коммуна в Италии, располагается в регионе Трентино — Альто-Адидже, в провинции Больцано.
Население составляет 1266 человек (2008 г.), плотность населения составляет 9 чел./км². Занимает площадь 140 км². Почтовый индекс — 39020. Телефонный код — 0473.
Покровителем коммуны почитается святой Ульдерик, празднование 4 июля. 

## Демография
Динамика населения:

## Администрация коммуны
- Официальный сайт: http://www.comune.stelvio.bz.it